# Holaxonia
Holaxonia is een onderorde van de orde van Gorgonacea (gorgonen of hoornkoralen). Deze onderorde bestaat uit vier families.

## Families
- Acanthogorgiidae Gray, 1859
- Gorgoniidae Lamouroux, 1812
- Keroeididae Kinoshita, 1910
- Plexauridae Gray, 1859

## Afbeeldingen

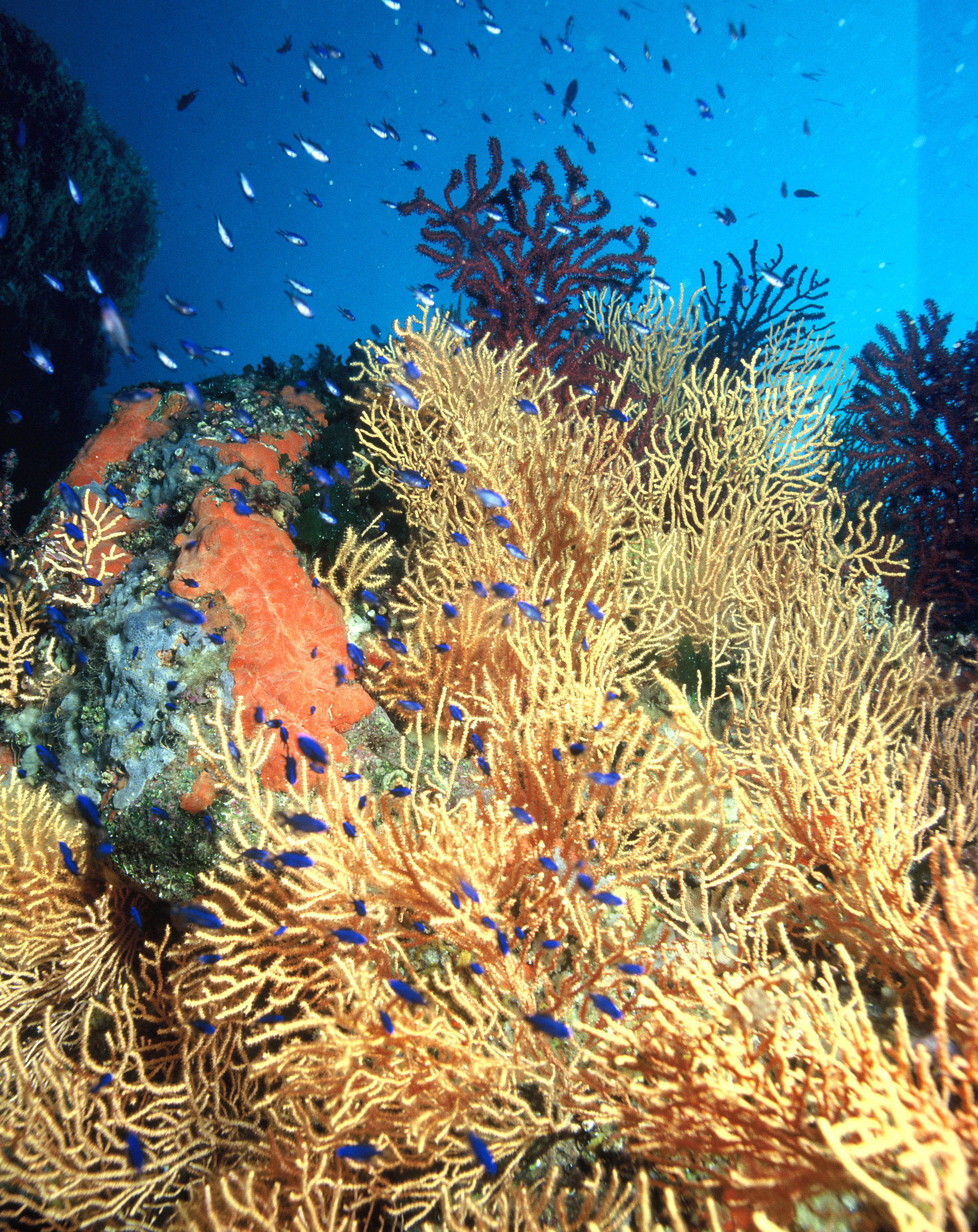
Eunicella cavolini (geel hoornkoraal) uit de familie Plexauridae